# Rijeka
Rijeka (talijanski i mađarski: Fiume, autohtono čakavski: Rekà ili Rika, zastarjeli njemački naziv: Sankt Veit am Flaum, slovenski: Reka), najveća je hrvatska luka, treći po veličini grad u Republici Hrvatskoj te administrativno središte Primorsko-goranske županije. Rijeku je mađarska vlada još u 18. i 19. stoljeću zbog idealnog zemljopisnog položaja i dubine mora u Kvarnerskom zaljevu razvila u jednu od najvećih europskih luka i moćno industrijsko središte. Najveću naseljenost grad je imao za popisa 1991. godine, a na svakom sljedećem imao je oko dvadeset tisuća stanovnika manje pa je u trideset godina spao sa 165 904 na sadašnjih 108 622 stanovnika.
Rijeka je 2020. bila Europska prijestolnica kulture, zajedno s irskim Galwayjem.

## Zemljopisni položaj
Rijeka se nalazi na zapadu Hrvatske, na sjevernoj obali Riječkog zaljeva (14° 26' istočne zemljopisne dužine 45° 21' sjeverne zemljopisne širine), kao dijela većeg Kvarnerskog zaljeva Jadranskog mora, koje se kao veliki zaljev Sredozemnog mora uz Tršćanski zaljev najdublje uvuklo u europsko kopno. Riječki zaljev, koji je preko Velih vrata (između istrarskog kopna i otoka Cresa), Srednjih (između Cresa i otoka Krka) i Malih vrata (između Krka i kopna) spojen s južnim dijelom Kvarnerskog zaljeva, dovoljno je dubok (oko 60 m) za uplovljavanje najvećih brodova, što je Rijeci omogućilo da postane važna morska luka.
Grad Rijeka leži na ušću rijeke Rječine u kvarnerskoj mikroregiji Kvarnersko primorje na razmeđi 2 povijesnih regija koje razdvaja Rječina pa sa Sušakom počinje Hrvatsko primorje, a zapadno od Rječine počinje Julijska krajina, povijesno područje od Soče na zapadu do Rječine na istoku. U Rijeci započinju dva važna kopnena prometna pravca. Prvi iskorištava činjenicu da se Rijeka nalazi u području u kojem su Dinaridi najuži (pedesetak kilometara), što omogućuje lakše povezivanje obale Jadranskog mora i panonske unutrašnjosti, dok je drugim Rijeka preko Postojnskih vrata povezana s istočnoalpskim prostorom.

## Klima
Prema Kepenovoj klasifikaciji klima, Rijeka ima umjereno toplu vlažnu klimu (tip Cf). Prosječna temperatura zraka u gradu iznosi 13,8 °C, srednje siječanjska temperatura je 5,6 °C, dok srednja temperatura u srpnju iznosi 23,3 °C. Godišnje u 86 dana ukupno padne 1529 mm padalina. Na količinu padalina i njihovu godišnju raspodjelu izravno utječu jesenje i proljetne ciklone nastale u novskom zaljevu. Tijekom zime u Rijeci vrlo rijetko padne snijeg, no zadnji veći pao je 2010. Uz senjsku, na Jadranu je poznata i riječka bura, hladan i suh vjetar sjeveroistočnog smjera, čija brzina na mahove dostiže i orkanske vrijednosti (160 km/h), a najčešće nastaje u hladnijem dijelu godine prelijevanjem hladnog zraka iz Panonske nizine preko Dinarida.

## Simboli grada

### Zastava
| Silka | Opis |
| ----- | --- |
|       | Suvremena službena zastava Grada Rijeke plava je sa žuto uokvirenim grbom u sredini, izglasana na Gradskom vijeću 1998. godine. Gradsko vijeće Grada Rijeke donijelo je u travnju 2005. godine zaključak kojim se ponovno pokreće proces povratka povijesnih gradskih simbola. |
|       | Riječka trobojnica, povijesna zastava Rijeke (karmin-zlatno-kobalt plava), danas sa službenim grbom služi kao svečana zastava Grada Rijeke. Povijesna je zastava u upotrebi bila sve do 1947. (s kraćim prekidom u razdoblju D'Annunzijeve okupacije). Od 1998. godine Grad je pokušao u nekoliko navrata vratiti tu zastavu u službenu uporabu, ali je Ministarstvo uprave odbilo odobriti postupak jer se zastavom služe iredentističke organizacije u Talijanskoj Republici. Kako bi riješio sukob s Ministarstvom, gradsko je vijeće donijelo odluku o uvođenju svečane zastave. |

### Grb
Grb Rijeke temelji se na grbu koji je dodijelio car Svetog Rimskog Carstva Leopold I. 6. lipnja 1659.
U crvenom ovalnom štitu desnom nogom stojeći na stijeni dvoglavi crni orao uzdignutih krila obiju glava gledajući u lijevo sa zlatnim kljunovima i nogama i crvenim jezicima, lijevom nogom drži vrč prirodne boje iz kojeg se obilno izlijeva voda koja se razlijeva oko stijene. Iznad orla nalazila se kruna kuće Habsburg s dvije plave trake koje izlaze iz nje, a ispod štita traka s natpisom »INDEFICIENTER« (nepresušan).
Danas je u službenoj uporabi inačica grba bez povijesnih simbola poput habsburške krune i natpisa »INDEFICIENTER« jer su odbijeni mišljenjem Ministarstva uprave iz 1998. godine.

## Povijest

### Antika
Iako se u širem području grada mogu pronaći tragovi naselja iz paleolita i neolita, najranijim naseljima na današnjem području grada smatra se gradinaTarsatica na Trsatskom brdu koja se pripisuje ilirsko-keltskom plemenu Japodima. Stari Grci su kvarnerske otoke nazivali Elektrides (Jantarski otoci), a poznat je pretpovijesni jantarski put (kojim se trgovalo jantarom od Baltika do sjevernog Jadrana), a japodska kultura bogata je figuralnim artefaktima od jantara, za pretpostaviti je da je Tarsatica, japodsko naselje najbliže moru, bila glavni punkt za prenošenje jantara na liburnsku obalu i otoke Kvarnera. Priča da je postojalo liburnsko naselje Tarsata, u prirodnoj luci na obali nema nikakvih dokaza.
Liburnija 129. g. stare ere dolazi pod vlast Rimljana koji na cesti koja vodi od Trsta (Tergeste) preko Krasa prema Crikvenici (Ad Turres) i Senju (Senia) gradi castrum (vojnu utvrdu) Tarsatica na desnoj obalu ušća rijeke Rječine u Kvarnerski zaljev,(Sinus Flanaticus) na mjesto na kojem se nalazi današnji Stari grad. U doba cara Augusta Tarsatica se razvija u veče planski izgrađeno naselje. Iz tog razdoblja datiraju brojni arheološki nalazi - temelji rimskih bedema, zidovi zgrada i castruma, podzidana obala, ostaci termi (hipocaust i mozaici) i kasnoantičkih rimskih vrata.

### Srednji vijek
Poslije pada Zapadnog Rimskog Carstva, u 5. stoljeću, grad je bio pod vlašću država Ostrogota, Bizantskog Carstva, Langobarda i Franaka. U turbulentnom ranom srednjem vijeku o ovom području gotovo da nema podataka. Prema G. Kobleru, Karlo Veliki 800. godine dao je razrušiti i spaliti ranosrednjovjekovnu Tarsatku (potvrdili i arheološki nalazi)[nedostaje izvor] kao odmazdu zbog mučkog ubojstva vojvode Erika od Strassburga 799.: Juxta Tarsacticam Liburniǽ civitatem insidiis oppidanorum oppresus est.[značenje?] Tada prestaje kontinuitet življenja na toj lokaciji[nedostaje izvor] što potvrđuje i preseljenje tog toponima na brdo Trsat (Tarsatica → Tarsatto → Trasat → Trsat).  
Kada su novi stanovnici ponovno naselili područje antičke i ranosrednjovjekovne Tarsatike nije poznato, a današnja se Rijeka spominje prvi put 1139. pod imenom Flumen kada je pulski biskup dao taj feud u podnajam devinskim feudalcima.
Kada su sv. Vid i Modesto postali zaštitnici grada nije poznato, a tek u XIV. st. se Rijeka spominje pod imenom - Terra Fluminis Sancti Viti ili na njemačkom Sankt Veit am Pflaumb ili St. Veit am Flusse, a ranije Veneti Rijeku zovu Flumen, a Slaveni (Hrvati i Slovenci) vjerojatno Reka ili Rekà bez spominjanja sveca. Isto tako u VII. st. spominje se mjesto Phanas non longe a civitate Tarsatico, koji neki smještaju na ušće Rječine s obzirom na to da se u ta nesigurna vremena stanovništvo preselilo na sigurniji Trsat (Tarsatico) dok drugi ga smještaju na samostan u Opatiji..  
U prvoj polovice 14. stoljeća se u povijesnim izvorima spominju dva naselja: Tersatto, na uzvišenju iznad lijeve obale Rječine (Flumen Tarsia), na mjestu japodske gradine, i Rijeka, na obali na mjestu rimske Tarsatike. Srednjovjekovna Rijeka je utvrđeni feudalni grad, uskih kala koje prate raster rimskog grada pa je tako Cale dei canapini (Kala užara) slijedi rimski decumanus, okružen zidinama s nekoliko kula i kanalom (o čermu svjedoči i toponim Contrada del fosso – Kontrada Rov), koji je podijeljen na dva dijela. U gornjem dijelu se nalazio srednjovjekovni kaštel i stari hram San Vito s portikom, dok je donji dio bio gospodarsko i trgovačko naselje i augustinski samostan kod zapadne porte i Duomo kod najvažnije porte (ulaz u luku na ušću Rječine - današnji Mrtvi kanal),  a gdje je bio ulaz u grad s južne, morske strane u 15. st. podignut gradski toranj (Pod urom – Torre civica) restauriran u 18. stoljeću.
Od 12. stoljeća Rijeka je posjed Devinaca koje u 15. st. nasljeđuju feudalci od Walesa ili Walsee (Trsat je bio u posjedu krčkih feudalaca Frankapana). Od 1466. godine Rijeka je u posjedu Habsburgovaca, kao dio Kranjske (današnje centralne Slovenije). Kroz čitav srednji vijek sve do 1606. g. pod crkvenom je jurisdikcijom patrijarha u Aquileji.
Znatan ekon. procvat grada počeo je u 15. st., a zasnivao se na trgovini željezom (dopremanim iz kranjskih fužina), uljem (iz Itallije i Dalmacije) te drvom, stokom i kožom (iz Hrvatske).

### Novi vijek
U 16. stoljeću u gradu djeluje glagoljska tiskarnica. Zbog razvijene trgovine željezom, uljem, drvom, vunom, stokom i kožom, Rijeka doživljava trgovinski procvat. Dolaskom isusovaca u Rijeku unaprijedio se kulturni i prosvjetni život grada. Godine 1627. osnovana je Isusovačka gimnazija, što se smatra začetkom rada Sveučilišta u Rijeci.
U 17. stoljeću zbog čestih turskih provala i dugotrajnih sukoba uskoka s Mlečanima prestaje zlatno doba riječke trgovine. Nakon Velikog turskog rata prestaju turske provale i počinje novo jačanje Rijeke kao važnog trgovačkog središta, pa je 1719. austrijski car Karlo VI. proglasio Rijeku slobodnom lukom. Ojačala Ugarska uskoro počinje iskazivati pretenzije prema Rijeci kao svom izlazu na more. U 18. stoljeću ispod Trsata javlja se novo naselje - današnji Sušak. 
Godine 1768. utemeljena je riječka pravoslavna zajednica. Iz Sarajeva, tada velikog grada od 60.000 stanovnika, došle su 82 trgovačke obitelji. Rijeka je tad imala 5 956 stanovnika, a Zagreb 2 815 stanovnika. 23. listopada 1775. dvanaest pravoslavnih trgovaca zatražili su dopuštenje za podizanje hrama. Po projektu Ignazija Henckea 1788. je započeta crkva svetog Nikole, 1790. godine. 
Na prijelazu iz 18. u 19. stoljeće Rijeka je neko vrijeme bila pod francuskom upravom u sklopu Ilirskih provincija. Od Francuza je oslobođena 1813. godine.

### 19. stoljeće
Grad je 1848. godine imenovanjem bana Josipa Jelačića za guvernera Rijeke izravno pripojen Banskoj Hrvatskoj kao nagrada za suzbijanje protuhabsburških pobuna u srednjoj Europi. Carska odluka nije primljena pozitivno sa strane tadašnje gradske elite, te je hrvatsko-mađarska borba za Rijeku unutar Monarhije završena 1868. kada je dodatkom na Hrvatsko-ugarsku nagodbu, tzv. Riječkom krpicom, Rijeka kao corpus separatum, tj. izdvojeno tijelo, došla pod izravnu upravu mađarske vlade. Rijeka je 1870. godine u potpunosti pripojena Mađarskoj. Mađarska ubrzano razvija Rijeku u svoj najveći pomorsko-lučki centar, te se razvija određeno suparništvo između dvije najveće luke u Monarhiji, Rijeke pod mađarskom i Trsta koji je bio pod austrijskom upravom.
Osim luke, 19. stoljeće doba je velike gradnje u gradu: izgrađena je Tvornica papira - Hartera (1821.), osnovana je Narodna čitaonica (1850.), u rad je puštena prva plinara (1852.), na Mlaci je utemeljena rafinerija nafte (1882.), a iste godine Rijeka dobiva modernu kanalizaciju. Razvitak luke, širenje međunarodne trgovine i spajanje grada željezničkom prugom s Pivkom i Karlovcem (1873.) doprinio je brzom porastu broja stanovnika s 21.000 (1880.) na 50.000 (1910.). Godine 1885. izgrađena je nova zgrada riječkog općinskog kazališta, koje danas nosi ime Hrvatsko narodno kazalište Ivana pl. Zajca. Godine 1891. izgrađena je zgrada željezničkog kolodvora koju je projektirao glavni inženjer Ugarskih državnih željeznica Ferenz Pfaff. Godine 1896. dovršena je izgradnja gradskog vodovoda i nove Guvernerove palače koju je projektirao mađarski arhitekt Alajos Hauszmann. Od 1899. Rijekom vozi električni tramvaj.
- Željeznički kolodvor u Rijeci iz 1891. godine
- Mrtvi kanal i pogled prema Sušaku
- Jadranski trg i Palača Adria
- Riječki Korzo
- Tvornica papira oko 1900. godine
- Palača Jadran oko 1900. godine
- Riječka luka oko 1900. godine
- Pomorska akademija u Rijeci oko 1900. godine
- Karneval u Rijeci oko 1900. godine
- Brodogradilište Whitehead i Tvornica Torpedo 1910. godine
- Tramvaj u Rijeci
- Luka Rijeka pogled na Palaču Jadran oko 1900. godine

### 20. stoljeće
Od 1904. do 1906. u Rijeci je radio Fiorello La Guardia kao konzularni agent Sjedinjenih Američkih Država, gdje je pregledao oko 90,000 emigranata (Slavena, Mađara, Nijemaca, Židova i Talijana) koji su iz riječke luke kretali za Sjedinjene Države. Kasnije je postao vrlo uspješni gradonačelnik New Yorka od 1934. do 1945. godine.
Nakon raspada Austro-Ugarske u listopadu 1918. Rijeku okupira vojska Države Slovenaca, Hrvata i Srba i hrvatski Sabor unilateralno anektira grad. To je dovelo do strašnih narodnih pobuna i stanovnici grada organiziraju plebiscit kojim mole saveznike da oslobode Rijeku od okupacije te ju pripoje Italiji. Već mjesec dana kasnije u Rijeku stižu pod međunarodnim mandatom vojska Kraljevine Italije, Velike Britanije, Francuske i Sjedinjenih Američkih Država, koje su u gradu morale ostati do utvrđivanja statusa grada tijekom 1919. na Pariškoj mirovnoj konferenciji.
Talijanska je strana svoju želju za pripajanje Rijeke Italiji opravdavala činjenicom da su Talijani daleko najbrojnija etnička zajednica u gradu (kao i na široj teritoriji Corpus Separatuma), dok je hrvatska, odnosno jugoslavenska strana pripajanje grada u Kraljevini Srba, Hrvata i Slovenaca opravdavala činjenicom da Hrvati čine većinu u općinama oko grada, kao i u općini Sušak.
Kada je krajem kolovoza s Pariške mirovne konferencije stigla zapovijed da se talijanske postrojbe moraju povući iz Rijeke, manja skupina talijanskih časnika zamolila je pjesnika i pustolova Gabrielea D'Annunzia da stane na njihovo čelo i njihove jedinice povede na Rijeku. Dana 10. rujna 1919. Sporazumom u Saint-Germainu prestala je postojati Austro-Ugarska, dok su se pregovori o budućem statusu Rijeke trebali nastaviti. Dan poslije D'Annunzio je sa službenicima krenuo iz Ronchija, mjesta 80 km sjeverozapadno od Rijeke. Kada je krenuo, predvodio je kolonu od 200 ljudi, a kada je 12. rujna stigao pred grad, iza njega je bilo 2500 vojnika - dezertera talijanske vojske.
Zapovjednik talijanskih garnizona u Rijeci, general Pittaluga, dobio je zapovijed vlade u Rimu da zaustavi D'Annunzijev pohod na grad. General se izvan grada našao licem u lice s D'Annunzijem i njegovim arditima s gomilom tenkova i oklopnih vozila. Kad im je naredio da se vrate natrag, D'Annunzio je otkopčao kaput, pokazao niz medalja koje je dobio u Prvom svjetskom ratu i rekao da je sve što treba napraviti kako bi ga spriječili jest narediti svojim trupama da ga ubiju. Pitaluga je reagirao oklijevajući i ubrzo je kapitulirao. D'Annunzio je potom ušao u grad i prisilio britanske, francuske i američke trupe na povlačenje. Italija je uskoro započela blokadu Rijeke zahtijevajući od pobunjenika predaju. Vidjevši da talijanska vlada ne želi ići protiv dogovora u Parizu i anektirati Rijeku, u kolovozu 1920. godine D'Annunzio proglašava Talijansku upravu za Kvarner s jedinstvenim ustavom (Kvarnerska povelja) koji je bio jedinstveni spoj anarhosindakalističkih, socijalističkih, protofašističkih i demokratskih republikanskih ideja.
Vlada u Rimu osudila je D'Annunzijev čin i ogradila se od njegova režima, ali nije ništa učinila da ga ukloni s vlasti. Povratak na premijersku funkciju talijanskog liberala Giovannija Giolittija u lipnju 1920. doveo je do zaoštravanja D'Annunzijevih stavova. Još u siječnju iste godine Georges Clemenceau, francuski predsjednik vlade, rekao je Anti Trumbiću i Nikoli Pašiću da se odreknu Rijeke jer će inače Londonski ugovor biti proveden u cijelosti. Delegacija Kraljevine Srba, Hrvata i Slovenaca uz znatnu potporu SAD-a uspijevala je odoljeti pritiscima do kraja godine, ali je 12. studenoga pristala na potpisivanje Rapallskog ugovora s Italijom, po kojemu je Rijeka trebala postati neovisna država – Slobodna Država Rijeka.
Kako D'Annunzio nije priznavao Rapallski ugovor, odgovorio je objavom rata Italiji. Nakon što su brodovi talijanske mornarice bombardirali Rijeku (Krvavi Božić), D'Annunzio je u prosincu 1920. predao grad Talijanima.
Rapallskim ugovorom Kraljevina Italija i Kraljevina SHS priznale su 'potpunu slobodu nezavisnost Države Rijeka i obavezuju se da će to vječno poštivati'. Tim aktom stvorena je Slobodna Država Rijeka koja će de facto postojati jednu, a de iure četiri godine. Novostvorenu državu odmah priznaju sve svjetske sile uključujući SAD, Francusku i Veliku Britaniju.
Svejedno, u gradu su u sljedećim godinama u neprekidnom sukobu skupine autonomaša i talijanaša. Godine 1921. održavaju se prvi parlamentarni izbori na kojima se suprotstavljaju autonomaši i nacionalni pro-talijanski blok. Autonomna stranka (uz podršku i većine glasova riječkih Hrvata) dobiva 6558, a nacionalni blok (fašistička, liberalna i demokratska stranka) tek 3443 glasova. Predsjednik Vlade postaje šef Autonomne stranke Riccardo Zanella. Sve svjetske sile priznaju ovaj rezultat i čestitaju novom predsjedniku.
No već 1922. godine lokalni fašisti izvode puč, a legalna Vlada, predsjednik i 3000 njemu najvjernijih građana bježe u Kraljevicu. Sedam mjeseci poslije i u Italiji fašisti izvode puč.
Period diplomatskih trzavica na relaciji Kraljevina Italija – Kraljevina Srba, Hrvata i Slovenaca završio je 27. siječnja 1924. potpisivanjem Rimskog sporazuma kojim je Rijeka pripala Italiji, a Sušak Kraljevini Srba, Hrvata i Slovenaca, sa zajedničkom upravom nad lukom. Vlada Slobodne Države Rijeke i Liga naroda taj čin smatraju međunarodnopravno ništavnim, te vlada nastavlja djelovati u izgnanstvu, prvo iz Beograda a onda iz Pariza.
Formalna talijanska aneksija Rijeke 16. ožujka 1924. označila je dvadesetogodišnje razdoblje fašističke vlasti i politiku prisilne talijanizacije hrvatskog stanovništva. Svejedno, Rijeka je uz susjednu Istru bila među prvim mjestima koja su sudjelovala u vojnom otporu fašizmu (vidi: Arditi del popolo i Labinska Republika iz 1921.), dok je u Drugom svjetskom ratu bila i dio antifašističke fronte.
Nakon talijanske kapitulacije 1943. godine uslijedila je dvadesetomjesečna njemačka vojna okupacija. Tijekom 2. svjetskog rata grad je teško oštećen u brojnim anglo-američkim bombardiranjima. Najteža razaranja grad podnosi u nizu napada u studenome 1944. (najmanje 125 žrtava) i u veljači 1945. (200 mrtvih i 300 ranjenih). Lučku su infrastrukturu prilikom povlačenja uništili Nijemci. U grad su ušle jedinice Jugoslavenske armije 3. svibnja 1945. godine.
Prema opširnoj zajedničkoj studiji "Žrtve talijanske nacionalnosti u Rijeci i okolici (1939. – 1947.)" ("Vittime di nazionalita italiana a Fiume e dintorni (1943-1947)") rimskog Društva za riječke studije (Società di Studi Fiumana - Roma) i zagrebačkog Hrvatskog instituta za povijest, objavljenoj u rujnu 2006., u razdoblju nakon oslobađanja Rijeke od 3. svibnja 1945. do kraja 1947. godine u Rijeci je ubijeno oko 650 lokalnih civila. U prosjeku je u doba poslije kraja rata u gradu ubijeno 17 osoba svaki tjedan, 1 manje od prosjeka za vrijeme dvadeseto-mjesećne njemačke okupacije između '43. i '45. Na osnovu Beogradskog sporazuma, sklopljeni između DF Jugoslavije i njezinih tadašnjih antifašističkih saveznika, formirane su dvije okupacijske zone, zona A i B Julijske Krajine. Tadašnja općina Rijeka je pripadala okupacijskoj zoni B (s Istrom i djelom Slovenije oko Trsta), kojom je morala upravljati Vojna uprava Jugoslavenske Armije (VUJA). Tako kraj rata za grad je značio tek početak vrlo složenih političkih, ustavnopravnih, ali i međunarodno pravnih odnosa i borbi kojima je cilj na makrorazini bio priključenje grada FNR Jugoslaviji, do koje je stiglo 15. rujna 1947. godine.
Razdoblje pri kraju i neposredno nakon Drugog svjetskog rata obilježeno je velikim promjenama u etničkoj strukturi stanovništva grada. Tako je između lipnja 1940. i svibnja 1945. broj stanovnika Rijeke opao za oko 15.000, no kako je došlo do povratka oko 3.000 ljudi, zbog povratka iz zarobljeništva ili iz vojne službe u Italiji i drugdje, stanovništvo Rijeke se smanjilo za 22 posto, što se naposljetku odrazilo na talijansku nazočnost u gradu, koja je smanjena za barem 7.000 osoba. U razdoblju između 1946. i 1950., prema procjenama Ustanove za pomoć izbjeglicama u Italiji, grad je napustilo više od 25.000 Talijana, dok je u različitim i ne pobliže označenim godinama prije 1943. i nakon 1950. otišlo još otprilike 6.000 ljudi. Do pedesetih godina sveukupan će broj izgnanika porasti na 41.000, što predstavlja gubitak okolo 85% autohtonog stanovništva grada. Za vrijeme prvih godina rata vodstvo KPH je prvo obećavalo riječkom puku ponovno uspostanljanje SDR, i kasnije barem federativnu jedinicu Republku Juljuu koja bi obuhvaćala i riječku teritoriju, međutim već 2. svibnja, prije službenog ulaska u grad jugoslavenske vojske, jedinice OZNE će ući kao avangarda u grad i likvidirati sve tadašnje vođe lokalnih autonomaša, a između 1945. i 1946. će doći do potpune čistke svih riječkih autonomaša, iako vođe autonomaškog pokreta su bili uvjereni i prvi antifašisti, koji su surađivali s partizanskim pokretom u ratu protiv Nijemaca. Ni to nije udavilo autonomističke težnje i želje riječkog naroda pa su na prvim izborima za mjesne odbore koje je održala vojna uprava autonomaši uvjerljivo pobijedili komunističke kandidate. Nakon izravne aneksije Rijeke i većeg dijela Istre Matičnoj zemlji Hrvatskoj nova vlast odredila je likvidirati i novonastale mlađe vođe koji su se eksponirali u gradu te uhititi skoro 2000 simpatizera autonomne stranke.[nedostaje izvor] To, uz razna druga premeditirana djela nasilne kratizacije slične prijašnjoj talijanizaciji "Majke domovine" i razne oblike diskriminacije, bio je jasan signal lokalnoj populaciji da nije više poželjna u svojem gradu, pa su mnogi bili prisiljeni na izgnaništvo u države zapada.
Poslije završetka rata, prema zaključcima Mirovne konferencije u Parizu 1946. godine, koja je dovela do potpisivanja Pariških mirovih ugovora u veljači 1947., Rijeka je dodijeljena državi Jugoslaviji. Godine 1948. do tad obližnje općine Zamet i Sušak se pripajaju Rijeka i stvorena je veća općina koja će se se polako opet početi gospodarski razvijati.
Nakon obnove Rijeka je preuzela funkciju glavne luke Jugoslavije, dok se u industrijskoj proizvodnji obnavljaju industrijske grane važne za Rijeku: brodogradnja, proizvodnja papira, brodskih uređaja i motora, potom kemijska (rafinerija nafte, koksara) i tekstilna industrija. Paralelno s industrijskim razvojem Rijeka je postala središte šire regije koja se protezala od Istre do Like. Useljavanjem mnogih imigranata s prostora nove države, pri kraju '50-ih se počinje. opet povećavati broj stanovnika grada, pa se od početka 1960-ih grade nove gradske četvrti. Na obližnjem otoku Krku 1970. godine otvara se riječka zračna luka. A tri godine poslije, 1973. godine, Rijeka dobiva sveučilište. Dobivanjem novog zaleđa i zahvaljujućim solidnim rastom jugoslavenskog gospodarstva, Rijeka počinje se opet gospodarski uzdizati od šezdesetih do osamdesetih. U to doba postaje druga najbogatija općina u državi, poslije Ljubljane, s gdp po stanovniku 213% puta većim od državnog prosjeka.

### Od 1991.
Na prvim demokratskim izborima u Hrvatskoj 1990. godine pobjeđuje HDZ predvođen dr. Franjom Tuđmanom, potom se 30. svibnja konstituira višestranački Sabor. Ubrzo je započela Balvan-revolucija dijela Srba u Hrvatskoj, potaknuta iz Srbije i od velikosrpskih krugova u JNA. HDZ je bila politička snaga koju JNA nije željela prihvatiti.
Dana 27. siječnja 1991. godine na riječkom Korzu održan je prosvjed protiv prijetnji tadašnje JNA Hrvatskoj.
Za vrijeme trajnog zasjedanja Sabora, njegovog šestog dana 25. lipnja 1991. godine donesena je Ustavna odluka o samostalnosti i suverenosti kojom je Hrvatska proglašena samostalnom državom. Istoga je dana današnja Slovenija na temelju plebiscita proglasila neovisnost od SFRJ.
To je bio razlog za pokretanje otvorene agresije JNA, te su uslijedili pokreti tenkova iz slovenskih i hrvatskih vojarni na zapadne slovenske granice i početak rata u Sloveniji, a ubrzo i početak Domovinskog rata i srbijanskih napada na istočnu Slavoniju, Vinkovce, Banovinu, Josipdol, Otočac i druge hrvatske krajeve. Za vrijeme rata u Sloveniji provedena je djelomična mobilizacija JNA u Kninskom i Riječkom korpusu, na području s većim postotkom srpskog stanovništva u sjevernoj Dalmaciji i dijelu Like. Za snage s područja 5. vojne oblasti postoji naredba Komande Riječkom korpusu od 2. srpnja da mobilizira dva bataljuna na području Like. Bataljune je trebalo mobilizirati iz 236. proleterske motorizirane brigade i 35. partizanske divizije čija su zapovjedništva bila u Gospiću.
U Rijeci je formiran Štab za obranu, postavljaju se fizičke blokade oko riječkih vojarni, uz neprekidno motrenje pripadnika teritorijalne obrane. Dana 8. travnja formirala se pri MUP-u specijalna jedinica policije nazvana "Ajkule", a 2. srpnja 1991. 111. brigada HV. U prvih osam mjeseci 1991. godine riječki je MUP zabilježio 255 odjava boravišta »ugroženih« koji su iselili iz Rijeke. U Rijeku početkom kolovoza 1991. pristiže prvih 1000 prognanika, a Vlada nacionalnog jedinstva u kolovozu donosi odluku o proglašenju stanja ratne opasnosti i formiranju kriznih štabova. Početkom rujna osniva se Krizni štab Općine Rijeka i krizni štabovi u sve 52 mjesne zajednice, sa Slavkom Linićem na čelu, koji je bio i glavni pregovarač s 13. korpusom JNA, tj. njegovim zapovjednikom generalom Marijanom Čadom. Sjeverni dio Istre i Hrvatskog primorja bilo je područje 13. korpusa sa sjedištem u Rijeci.
Riječki korpus JNA pokrivao je Gorski kotar i najveći dio Like, te se od njega očekivala odlučujuća podrška u presijecanju Hrvatske. Napadnu operaciju Komande 5. vojne oblasti na području Like i južnog Korduna trebao je provesti Riječki korpus obranom vojarni u Rijeci i Delnicama, a potom probojem pravcem Rijeka – Delnice – Vrbovsko – Slunj – Plitvice. S obzirom na to da je Komanda Riječkog korpusa s glavninom postrojbi u Istri i Gorskom kotaru bila okružena i odsječena od ostatka korpusa, operacija nije provedena.
Hrvatske su snage u Rijeci ubrzo bile brojne i opremljene, dok je situacija u Lici bila vrlo teška za malobrojne branitelje. Na području Gospića 6. srpnja 1991. napadnuti su iz zasjede pripadnici ZNG-a kojom prilikom su dvojica poginula i dvojica ranjena, a od 1. rujna Gospić je bio svakodnevno žestoko granatiran, odbijeni su prvi napadi na grad, te 5. rujna u pomoć dolaze i prvi riječki gardisti. S druge strane, postojala je opasnost da se padom Otočca kroz Drenov Klanac preko Žute Lokve raspolovi hrvatski teritorij na tom mjestu. Donesena je ključna odluka za daljnji tijek rata na ovom području, a to je da se 111. brigada premjesti na ličku bojišnicu i da se Rijeka i Primorje brane u Lici. Ubrzo je u Rijeci ustrojena i 128. brigada Hrvatske vojske.
Dana 17. rujna brodovi mornarice JNA pojavili su se u riječkom akvatoriju i 6. listopada potpuno blokirali riječku luku, a Hrvatska neuspjehom u rješavanju jugoslavenske krize 8. listopada 1991. godine raskida sve državnopravne sveze s dosadašnjom SFRJ. Riječka luka bila je nekoliko puta blokirana od strane mornarice JNA, topovske cijevi iz vojarni (s Trsata i Katarine) bile su uperene u industrijska postrojenja, komunalne objekte i prometnice, a građani su odlazili u skloništa – jer bilo je to vrijeme zračnih uzbuna i općih opasnosti.
Jedinice Jugoslavenske narodne armije početkom prosinca napustile su Rijeku i time je započeo proces demilitarizacije grada. Godine 2005. Grad Rijeka preuzeo je prostor bivše vojarne "Trsat", čime je postao gotovo u potpunosti demilitariziran grad.
Rijeka i Primorje tijekom Domovinskog rata branili su se u Lici, pri čemu je na ratnom putu smrtno stradalo 26 pripadnika 128. brigade, 53 pripadnika 111. brigade HV-a, 8 pripadnika Specijalne jedinice policije Rijeka "Ajkule" (vidi nepotpun popis: Dodatak:Popis poginulih branitelja iz Primorsko-goranske županije).
Na području bivše vojarne izgrađen je sveučilišni kampus. Godine 1992. ukinuta je općina Rijeka, a umjesto nje nastaju gradovi Rijeka, Kastav, Bakar i Kraljevica i općine Viškovo, Kostrena, Čavle, Jelenje i Klana. Rijeka je postala sjedište Primorsko-goranske županije.

### Povijest riječke luke
Za vrijeme Habsburške vladavine u srednjem vijeku i kroz rano moderno razdoblje, Rijeka je postala lučki grad. Doživljavala je blokadu s mora od susjeda Mletačke Republike, pa nije mogla razvijati trgovačku djelatnost, stoga se proglasila gospodarom jadranskog područja (Golfo di Venetia).
S habsburškim carem Karlom IV. počinje nova etapa povijesti Rijeke jer je upravo on ukinuo dominaciju Venecije te u Jadranskom moru dozvolio slobodnu plovidbu, a 1717. godine Trst i Rijeku je imenovao slobodnim lukama. Tako su Trst i Rijeka postale važne luke Habsburške trgovačke politike koje su ih kao glavne luke za uvoz i izvoz vezale sa svim mediteranskim lukama. Na prijedlog carice Marie Terezije, kćeri cara Karla 1776. godine Rijeka se odvaja od Mađarsko-Hrvatske krune. 1822. godine dolazi do obnavljanja mađarske vlade u Rijeci koja pokazuje interes za Rijeku i pretvara je u glavnu luku izvoza mađarskih poljoprivrednih proizvoda. 1845. u Rijeku dolazi Lajos Kossutha, vođa mađarskih revolucionara radi istraživanja prilike gradnje najkraćeg željezničkog puta između riječke luke i mađarskih žitnica. Također tih 1840-ih godina počinje izgradnja novog dijela riječke luke prema zamisli francuskog inženjera Hillarona Pasquala. Prve brane koje su postavljene proširile su se na područje gatova čime je započela izgradnja luke. Zbog mađarske revolucije i rata protiv Habsburga bili su obustavljeni planovi izgradnje željeznice između Rijeke i Budimpešte, a željeznica se otvorila tek 1873 godine. Za to vrijeme Rijeka je ostala bez prometa koji je prebačen u Trst.
Mađarska vlada postavlja Rijeku za glavnu luku istočnog dijela Austro-Ugarske Monarhije. Ona, pak, postaje glavna luka za Amerikance koji sele u novi svijet budući da su svi koji su putovali u Ameriku krajem 19 stoljeća i početkom 20. stoljeća prolazili kroz riječku luku.
Uoči prvog svjetskog rata 1913. godine promet riječke luke je bio više od 2 milijuna tona i to 1,2 milijuna ukrcaj i oko 0,9 milijuna iskrcaj. Kada je nakon prvog svjetskog rata Rijeka postala dio Kraljevine Italije, to je pridonijelo njenom padu i postajanjem provincijskog grada. Dok je Rijeka propadala s rastom je počela luka Sušak zbog veza na svojem širokom zaleđu čime je postao glavna veza s ostalim morskim zemljama. Zajednički promet obe luke nije bio veći od 1,5 milijuna tona. Iako je Mađarska imala u planu izgradnju nove željezničke pruge i proširenje riječke luke, završetak rata je promijenio razvoj Rijeke i luke, a planovi koje je imala Mađarska nisu se do danas ostvarili.
Kada je završio Drugi svjetski rat luku Rijeku su okupirali njemački nacisti. 1945. je nakon oslobođenja luka obnovljena. Rijeka se sa Suškom ujedinila za vrijeme Jugoslavije, te tako postala najvažnija luka. U 1990. godini cjelokupni robni promet hrvatskih luka je bio 30 milijuna tona od čega je oko 20 milijuna tona tj. 67 posto imala riječka luka. Krajem 20. stoljeća ponovni je pad luke Rijeka. Zbog činjenice da željeznica nije bila dobra prometna poveznica Rijeka je nestala s liste Europskih izlaza na more. No unatoč nejasnim lučkim politikama prethodnih vlasti, državni vrh Republike Hrvatske je dao podršku razvoju Rijeke kao najutjecajnije hrvatske luke.
Devedesetih godina 20. stoljeća dolazi do propadanja industrije i naglog smanjenja lučkog prometa pa se u novom vijeku Rijeka u gospodarskom smislu usmjerava na uslužni sektor.

## Zanimljivosti
- Prvi torpedo izrađen je u Rijeci. Projektirali i izradili su ga Ivan Vukić, pomorski kapetan, te Robert Whitehead, engleski inženjer.[33]
- U Rijeci je prvi put u povijesti fotografiran let puščanog zrna. Učinio je to dr. Peter Salcher.
- Prva nogometna utakmica na području današnje Hrvatske odigrana je u Rijeci. Godine 1873. na inicijativu Roberta Whiteheada utakmicu između radnika Mađarskih željeznica s jedne i engleskih radnika s druge. Englezi su radili u tadašnjem Riječkom tehničkom zavodu (Stabilimento Tecnico di Fiume) koji kasnije postaje tvornica Torpedo, a utakmica je odigrana na području poznatom kao Piopi ili Pod Jelšun, između ulaza u bivšu tvornicu Torpedo i INA-ine rafinerije na Mlaki.
- Riječki kirurg Anton Grossich prvi je 1907. u struci uveo primjenu jodne tinkture u pripremi za operativne zahvate.[34]
- Prvo komunalno groblje u Europi izgrađeno je u Rijeci, na Kozali.[35]
- Prve novine tiskane na talijanskom jeziku (uključujući Italiju) «Notizie del giorno» izlazile su u Rijeci.
- Prva država koja je priznala Lenjinovu boljševičku Rusiju bila je D'Annunzijeva Talijanska uprava Kvarnera.[36]
- Prva međunarodna nogometna utakmica na tlu danaŝnje Hrvatske igrala se u Rijeci 1905. između kluba Atletico Fiumano i kluba s broda SS Slavonia, kompanije Cunard Line, koji je plovio na liniji Rijeka - New York.[37][38]·
- Na Trsatu je Laval Nugant otvorio prvi muzej u Hrvatskoj. Kolekcija je završila u Zagrebu i nikad vraćena.
- u Rijeci je 1896. godine bila otvorena prva tvornica čokolade na Balkanu [1]
- 1905. je izgrađena 1. autogaraža na prostoru jugoistočne Evrope jedinstvene arhitekture s 14 bokseva orijentalnog secesijskog stila smještenih oko trga kružnog oblika, nalazila se na vrhu Via Ciotta (od 1956. Ul. Erazma Barčića. Uništena 2010-ih
- Rijeka je bila nezavisna država od 8. rujna 1920. do 24. siječnja 1924. i njen je izabrani predsjednik Riccardo Zanella zahtijevao od međunarodne zajednice i Tita 1945. godine obnovu neovisnosti.
- Od 1918. do 1924. Rijeka je izdavala međunarodno priznate poštanske marke. U filatelističkoj literaturi se nalaze po nazivom Fiume. Rijeka je imala i svoju valutu - Riječka kruna.  Jugolira je bio novac koji se koristio nakon 2. svj. rata do 1947/48. g. u Rijeci, tj. čitavoj Okupacionoj zoni Julijske krajine.
- Američki predsjednik Woodrow Wilson je 1919. predložio Rijeku za sjedište Lige naroda – preteče Ujedinjenih naroda.
- Riječani koji su rođeni 1913. i koji su doživjeli 1991. promijenili su 6 država: Austro-Ugarsku, Slobodnu Državu Rijeka, Kraljevinu Italiju, Treći Reich (Njemačku), SFR Jugoslaviju, Republiku Hrvatsku.

Komunistička partija Slobodne Države Rijeke osnovana 1921. godine bila je među najmanjim članicama III. Internacionale (150 članova). Manje su bile npr. komunističke stranke Palestine i Turkmenistana. Glavni tajnik („generalni sekretar”) bio je Simon Árpád.
- Jadranski trg i Palača Adria. Prije rata zvao se po Crnogorki, princezi Jeleni; Piazza regina Elena, a poslije rata Trg Republike; Piazza Repubblica pa Togliatijev trg, sve do ovog novog imena·U Rijeci su se govorila 2 dijalekta, Recani su govorili cakavski ekavski (nestao nakon 2.svj.rata), a Fijumani svojim idiomom venetskog dijalektal (dialetto fiumano) s utjecajem cakavskog i u manjoj mjeri njemačkog. koji je u nestajanju (npr. Mi gavevo perduto le ciavi che ga trovà la mia mlecariza. El Nini me dise per zinque volte che son una mona, ma xe ciaro che non xe vero.) ·
- Rijeka ima mnoge fijumanske starogradske pjesme (poput Xe meio un bicer del dalmato) od kojih je neke skladao i Ivan Zajc (Le sartorele fiumane), a Fiumera, kao pristanište mnogih dalmatinskih bracera (transport vina, voća i povrća), opjevana je i u dalmatinskoj narodnoj Kad su se dva Bracanina inkotrala na Fjumeri
- Osim većinskog hrvatskog stanovništva, Rijeku danas naseljavaju i pripadnici jedne narodne zajednice (Talijani) i 10 nacionalnih manjina - Srbi, Albanci, Bošnjaci, Česi, Mađari, Crnogorci, Romi, Slovaci i Slovenci. Na temelju povijesnih činjenica, Talijani imaju posebni status autohtone zajednice. Iako bi međunarodni ugovori zahtijevali da Rijeka također garantira dvojezična prava i vizualnu dvojezičnost, grad Rijeka ih ne poštuje. Autohtonost je trenutno upisana u Statutu grada Rijeke iz 2006. godine u članu 14. koji glasi:

"Priznavajući i poštujući vlastita kulturna i povijesna priznanja i naslijeđa, Grad Rijeka osigurava autohtonoj talijanskoj nacionalnoj manjini uporabu vlastitog jezika i pisma u javnim poslovima iz samoupravnog djelokruga Grada Rijeke.
Grad Rijeka, u skladu s vlastitim mogućnostima, osigurava te podržava odgojnu i kulturnu djelatnost pripadnika autohtone talijanske manjine i njenih ustanova."
- Sveučilište u Rijeci osnovali su isusovci 1627., a moderno visoko školstvo započinje otvaranjem Mornaričke akademija 1857.
- Rječina je od 1924. do 1941. bila državna granica – zapadna obala pripadala je Italiji, a istočna (Sušak) Kraljevini SHS.
- U svojoj povijesti Rijeka je imala 3 imena – hrvatsko ime Rijeka i talijansko i mađarsko ime Fiume (fiume na talijanskom jeziku znači rijeka), te njemačko Sankt Veit am Pflaum. Svi proizlaze iz izvornog latinskog imena Flumen Sancti Viti.
- Asteroid 11706 Rijeka dobio je ime po gradu Rijeci.

## Upravna podjela grada
Grad Rijeka je upravno ustrojena na 34 mjesna odbora:
| R. br. | Mjesni odbor       | Površina (ha) | Stanovništvo (2011.) |
| ------ | ------------------ | ------------- | -------------------- |
| 1.     | Banderovo          | 35,82         | 2235                 |
| 2.     | Belveder           | 20,69         | 3501                 |
| 3.     | Brajda-Dolac       | 41,26         | 4085                 |
| 4.     | Brašćine-Pulac     | 319,29        | 2338                 |
| 5.     | Bulevard           | 28,71         | 2067                 |
| 6.     | Centar-Sušak       | 66,07         | 1812                 |
| 7.     | Draga              | 345,30        | 1463                 |
| 8.     | Drenova            | 702,17        | 7624                 |
| 9.     | Gornja Vežica      | 90,38         | 6783                 |
| 10.    | Gornji Zamet       | 131,44        | 4829                 |
| 11.    | Grad Trsat         | 130,39        | 2296                 |
| 12.    | Grbci              | 35,65         | 1694                 |
| 13.    | Kantrida           | 362,22        | 6005                 |
| 14.    | Kozala             | 60,68         | 5284                 |
| 15.    | Krimeja            | 19,14         | 3180                 |
| 16.    | Luka               | 21,86         | 1318                 |
| 17.    | Mlaka              | 83,52         | 3992                 |
| 18.    | Orehovica          | 252,85        | 539                  |
| 19.    | Pašac              | 98,10         | 410                  |
| 20.    | Pećine             | 48,59         | 2545                 |
| 21.    | Pehlin             | 232,51        | 5553                 |
| 22.    | Podmurvice         | 78,35         | 5988                 |
| 23.    | Podvežica          | 72,57         | 6110                 |
| 24.    | Potok              | 35,78         | 1448                 |
| 25.    | Srdoči             | 228,28        | 6522                 |
| 26.    | Sveti Kuzam        | 53,79         | 240                  |
| 27.    | Sveti Nikola       | 98,79         | 9249                 |
| 28.    | Svilno             | 112,22        | 896                  |
| 29.    | Školjić-Stari grad | 27,12         | 1648                 |
| 30.    | Škurinje           | 213,50        | 5751                 |
| 31.    | Škurinjska Draga   | 89,82         | 4674                 |
| 32.    | Turnić             | 37,31         | 4539                 |
| 33.    | Vojak              | 19,66         | 2854                 |
| 34.    | Zamet              | 140,47        | 9152                 |

Grad Rijeka sastoji se od jednog naselja; Rijeke.

## Politička samouprava
- MunicipijGradsko vijeće je predstavničko tijelo građana grada Rijeke i tijelo lokalne samouprave koje donosi akte u okviru djelokruga Grada Rijeke. Gradsko vijeće ima 33 člana koji se biraju na izborima. Zastupljenost autohtone talijanske i srpske nacionalne manjine u Gradskom se vijeću osigurava biranjem po jednog člana iz reda obje zajednice. Gradsko vijeće ima predsjednika i dva potpredsjednika, od kojih se jedan bira iz reda pripadnika nacionalnih manjina. Gradsko vijeće je to koje među ostalim donosi "Statut Grada Rijeke", donosi gradski proračun, nadzire ukupno materijalno i financijsko poslovanje Grada, utvrđuje programe razvoja pojedinih djelatnosti, donosi dokumente prostornog uređenja Grada Rijeke, bira i smjenjuje gradonačelnika i njegove zamjenike, kao i članove poglavarstva. Mandat članova Gradskog vijeća izabranih na redovnim izborima traje četiri godine.
- Gradonačelnik zastupa Grad i s Poglavarstvom je nositelj izvršne vlasti u Gradu Rijeci. Bira se posredno, na sjednici Gradskog vijeća. Riječki gradonačelnik je ujedno i predsjednik Poglavarstva. Gradonačelnik ima pravo stopiranja izvršenja nekog od akata Vijeća, ako ocjeni da je tim aktom povrijeđen zakon ili drugi propis. Gradonačelnik ima dva zamjenika koji ga u slučaju njegove spriječenosti zamjenjuju. Trenutni gradonačelnik Grada Rijeke je Vojko Obresnel iz redova Socijaldemokratske partije.
- Gradska uprava Grada Rijeke svojevrsna je gradska vlada, koja obavlja izvršne poslove lokalne samouprave i poslove državne uprave koje su mu povjerene zakonom. Čelnik gradske uprave je riječki gradonačelnk. Za svoj rad uprava je odgovorna Gradskom vijeću.

- Mjesni odbor je oblik neposrednog sudjelovanja građana u odlučivanju o pitanjima od njihova svakodnevnog i neposrednog interesa, poput saniranja oštećenja na ulicama ili pločnicima, uređenje dječjih igrališta ili parkova, uklanjanje komunalnog ili divljeg otpada. Grad Rijeka je podijeljen u 34 mjesna odbora.

U Rijeci je na vlasti koalicija predvođena Socijaldemokratskom partijom Hrvatske (SDP) na čelu s gradonačelnikom Markom Filipovićem (2021.)
- I. Koalicija: SDP - HNS - IDS - HSLS - HSS - ARS - SDA - HSU - (21 član)
  - Socijaldemokratska partija Hrvatske - SDP  (11 članova)
  - Hrvatska narodna stranka – Liberalni demokrati - HNS (2 člana)
  - Istarski demokratski sabor – IDS (3 člana)
  - Hrvatska socijalno liberalna stranka - HSLS (1 član)
  - Hrvatska seljačka stranka – HSS (1 član)
  - Autonomna regionalna stranka Hrvatskog primorja, Gorskog kotara, otoka i Rijeke – ARS (1 član)
  - Stranka demokratske akcije Hrvatske - SDA Hrvatske (-)
  - Hrvatska stranka umirovljenika - HSU (2 člana)
- II. Lista za Rijeku - LISTA-RI - 2 člana
- III. Hrvatska demokratska zajednica - HDZ - 8 članova
- IV. Primorsko-goranski savez - PGS - 4 člana[42]

## Stanovništvo

### Popis 2001.
Prema popisu iz 2001. uži prostor grada Rijeke ima 144.043 stanovnika, od čega 75.532 žene i 68.511 muškaraca. Prosječna starost stanovništva je 41,2 godine. Prema vjeroispovijedi 76 % stanovnika izjašnjava se katolicima, 3,8 % muslimanima, 7 % agnosticima te 5 % ateistima.

### Popis 2011.
Prema popisu iz 2011. godine Grad Rijeka ima 128.624 stanovnika, od čega 67.673 žene i 60.951 muškarca.
Tijekom 2010. godine u Rijeci je ukupno rođeno 1087 djece. Stopa nataliteta iznosi 7,55, a stopa mortaliteta 11,09.
Hrvatsko državljanstvo ima 127.352 stanovnika, hrvatsko i drugo 3823, strano 1102, bez državljanstva je 65, a nepoznato 105.
Prema vjeroispovijedi u Rijeci je 92.559 katolika, 8939 pravoslavaca, 341 protestant, 5820 muslimana, 12 židova, 536 ostalih kršćana, 168 pripadnika istočnih religija, 158 pripadnika ostalih religija, pokreta i svjetonazora, 2146 agnostika i skeptika, 11.890 osoba koje nisu vjernici, 5786 osoba koje se nisu izjasnile, a za 269 osoba taj je podatak nepoznat.

#### Nacionalni sastav grada Rijeke
| godina popisa | ukupno  | Hrvati            | Srbi             | Jugoslaveni      | Muslimani/Bošnjaci | Talijani      | Slovenci      | ostali          |
| ------------- | ------- | ----------------- | ---------------- | ---------------- | ------------------ | ------------- | ------------- | --------------- |
| 2011.         | 128.624 | 106.136 (82,52 %) | 8446 (6,57 %)    |                  | 2.650 (2,06 %)     | 2445 (1,90 %) | 1090 (0,85 %) | 784 (0,61 %)    |
| 2001. 1       | 144.043 | 115.797 (80,39 %) | 8946 (6,21 %)    |                  | 1.975 (1,37 %)     | 2763 (1,92 %) | 1575 (1,09 %) | 12.987 (9,02 %) |
| 1991.         | 167.964 | 117.178 (69,76 %) | 18.891 (11,24 %) | 6925 (4,12 %)    | 4803 (2,85 %)      | 3247 (1,93 %) | 2709 (1,61 %) | 14.211 (8,46 %) |
| 1981.         | 159.433 | 103.248 (64,75 %) | 14.436 (9,05 %)  | 27.167 (17,03 %) | 2505 (1,57 %)      | 1917 (1,20 %) | 2897 (1,81 %) | 7263 (4,55 %)   |
| 1971.         | 132.222 | 98.121 (74,20 %)  | 14.079 (10,64 %) | 6152 (4,65 %)    | 1487 (1,12 %)      | 2964 (2,24 %) | 3944 (2,98 %) | 5475 (4,14 %)   |

1 Prema popisu iz 2001. na bivšem području općine Rijeka koja obuhvaća gradove Rijeku, Kastav, Bakar, Kraljevicu i općine Viškovo, Čavle, Klana, Kostrena i Jelenje živjelo je 191.666 stanovnika.

Izvor: Izdanje Državnoga zavoda za statistiku RH: Narodnosni sastav stanovništva RH od 1880. do 1991. godine.
| broj stanovnika | 18597 | 23880 | 27904 | 38959 | 51419 | 66042 | 61157 | 72111 | 67088 | 73718 | 98759 | 129173 | 158226 | 165904 | 144043 | 128624 | 107964 |
|                 | 1857. | 1869. | 1880. | 1890. | 1900. | 1910. | 1921. | 1931. | 1948. | 1953. | 1961. | 1971.  | 1981.  | 1991.  | 2001.  | 2011.  | 2021.  |

| broj stanovnika | 18466 | 23747 | 27780 | 38841 | 51419 | 66042 | 61157 | 71966 | 66998 | 73616 | 98759 | 129173 | 158030 | 165693 | 143800 | 128384 | 107964 |
|                 | 1857. | 1869. | 1880. | 1890. | 1900. | 1910. | 1921. | 1931. | 1948. | 1953. | 1961. | 1971.  | 1981.  | 1991.  | 2001.  | 2011.  | 2021.  |

## Poznate osobe
- Boško Balaban, hrvatski nogometaš
- Samir Barać, hrvatski vaterpolist
- Roberto Bartini, talijanski dizajner zrakoplova i znanstvenik
- Ralph Berzsenyi, mađarski streljaš
- Josip Bozanić, hrvatski kardinal i zagrebački nadbiskup
- Mihaly Csikszentmihalyi, američko-mađarski psiholog
- Ivica Curtini, hrvatski vaterpolist
- Slavenka Drakulić, hrvatska književnica i novinarka
- Mirza Džomba, hrvatski rukometaš
- Rudolf Eckert, hrvatski novinar i publicist
- Jakov Fak, hrvatsko-slovenski biatlonac
- Kolinda Grabar-Kitarović, hrvatska predsjednica
- Nenad Gračan, hrvatski nogometaš i nogometni trener
- Irma Gramatica, talijanska glumica
- Igor Hinić, hrvatski vaterpolist
- Ödön von Horváth, austrijski književnik
- Nicolaus Thomas Host, austrijski botaničar
- Ana Jelušić, hrvatska alpska skijašica
- János Kádár, mađarski premijer
- Ivan Krapić, hrvatski vaterpolist
- Davor Kus, hrvatski košarkaš
- Ivan Blaž Lupis, izumitelj torpeda
- Valter Matošević, hrvatski rukometaš
- Alvaro Načinović, hrvatski rukometaš
- Aramis Naglić, hrvatski košarkaš
- Paul Nemenyi, mađarski matematičar i fizičar
- Abdon Pamich, talijanski brzohodač
- Snježana Pejčić, hrvatska streljašica
- Janko Polić Kamov, hrvatski književnik
- Danijel Premuš, hrvatski vaterpolist
- Ulderico Sergo, talijanski boksač
- Renato Sulić, hrvatski rukometaš
- Luciano Sušanj, hrvatski političar i atletičar
- Daniel Šarić, hrvatski nogometaš
- Leo Valiani, talijanski političar, povjesničar i novinar
- Šime Vrsaljko, hrvatski nogometaš
- Vladimir Vujasinović, srbijanski vaterpolist
- Mladen Franko, Hrvatski glazbenik
- Ivan pl. Zajc, hrvatski skladatelj, dirigent i pedagog

## Promet
Luka Rijeka je najveća i najvažnija morska luka s najvećom lučkom kapetanijom u Hrvatskoj. U 2017. godini je kroz riječku je luku prošlo 13 milijuna tona tereta. Riječka luka se osobito razvila nakon 1717. kad je proglašena slobodna plovidba Jadranom, a Rijeka 1719. proglašena slobodnom lukom. Tada je zadatak bio razvijati vanjskotrgovinske odnose s Orijentom i Osmanskim Carstvom. Rijeka je danas brzobrodskim linijama povezana s otocima Rabom, Pagom i Lošinjom.
S ostatkom Hrvatske i Europe, Rijeka je dobro povezana cestovnim, željezničkim i zrakoplovnim vezama. Dio autoceste A7 koji povezuje Rijeku sa slovenskom granicom dovršen je 2004. godine, dok je autocesta A6 Zagreb-Rijeka (E65) dovršena 2008. godine. Preko tunela Učka, kroz istoimenu planinu, Rijeka osigurava vezu s brzom cestom A8/A9, tzv. Istarskim ipsilonom. Izgrađena je i nova riječka obilaznica kojom je gusti automobilski promet zaobišao sâm grad. Gradnja potpune obilaznice završena je 2008. godine.
Zračna luka Rijeka izgrađena je 1970. godine. Kako se nalazi na obližnjem otoku Krku, više je usmjerena na charter letove, makar se u zadnjih nekoliko godina povećava broj izravnih linija. U 2017. godini kroz riječku je zračnu luku prošlo 142.111 putnika, a do 2020. godine se očekuje godišnji promet od 500.000 putnika.Rijeka je dobro integrirana u mrežu Hrvatskih željeznica, a time i u mrežu međunarodnih željezničkih koridora. Elektrificirana pruga koja Rijeku povezuje sa Zagrebom te dalje Koprivnicom i mađarskom granicom dio je paneuropskog koridora Vb. Preko sjevernog kraka Rijeka je elektrificiranom prugom povezana s Ljubljanom i Trstom. Prema planovima daljnjeg razvoja Hrvatskih željeznica planira se gradnja nove nizinske pruge koja će vlakovima na koridoru Vb omogućiti postizanje brzina od 250 km/h. Većim brzinama putovanje između Zagreba i Rijeke skratilo bi se na sat vremena. Rijeka je izravnim željezničkim linijama (uključujući i noćne) povezana s Münchenom u Njemačkoj i Salzburgom u Austriji.

## Graditeljske znamenitosti
Povijesno središte Rijeke formiralo se kraj ušća rijeke Rječine u Jadransko more. Riječki Stari grad, smješten na desnoj obali Rječine, izgubio je mnogo povijesnih zgrada, no još uvijek predstavlja živo srce grada. Ispod njegovih se ulica nalaze vrijedne arheološke iskopine te splet starih tunela. Uz južni obod Staroga grada počelo se u drugoj polovici 18. stoljeća izgrađivati danas poznato šetalište Korzo s Rivom. Krajem 19. i u prvoj polovici 20. stoljeća znatno su izgrađeni Sušak, Brajda i drugi gradski predjeli.

#### Korzo i Stari grad
Riječki Stari grad okružen je s južne strane Korzom. Korzo je središte Rijeke, njena najpoznatija ulica i mjesto javnih događanja.
Na sredini Korza je Gradski toranj sa satom, sastajalište Riječana i turista. Toranj je izgrađen u barokno doba, ali je tek u 19. stoljeću dobio svoj konačni izgled. Na njemu je reljef s prikazom austrijskog cara Karla VI. Na Korzu i oko njega nalazi nekolicina vrijednih baroknih zgrada. Tik desno uz Gradski toranj smještena je palača Wohinz (1782., Korzo 8), koju je podigao trgovac Mihael Wohinz. Izgradnjom ove palače, započelo je u drugoj polovici 18. stoljeća formiranje Korza kao središnje gradske ulice. Tu je i palača Vuković (Korzo 2), s reprezentativnim portalom koji nosi balkon. Od ostalih palača treba spomenuti staru gradsku vijećnicu (Palac Komuna), palaču Wassermann-Garbas (17. st.) s arkadama u dvorištu, u kojoj je smješten Konzervatorski odjel u Rijeci, palaču Benzoni te palaču Adamić na Fiumari. Ovu zgradu podigao je Šimun Adamić, otac znamenitog trgovca Andrije Ljudevita Adamića. Adamićev sin bio je poznat kao graditelj i investitor riječkoga kazališta sagrađenog početkom 19. stoljeća. Trgovačka elita kojoj su pripadali Adamićevi na prijelazu 18. u 19. stoljeće, učinila je Rijeku značajnim kulturnim, umjetničkim i industrijskim središtem cijelog jadranskog prostora, koja je takav svoj status zadržala sve do 20. stoljeća.
Starim gradom dominira najznačajnija riječka crkva Katedrala sv. Vida. Podignuta na mjestu srušene crkvice gradskog zaštitnika, Svetog Vida, katedrala je sagrađena prvotno kao samostanska crkva isusovaca u Rijeci. Projekt je izradio venecijanski graditelj Franjo Olivieri, vjerojatno po uzoru na znamenitu crkvu Santa Maria della Salute u Veneciji. Gradnja je trajala od 1638. do 1659. godine, no posve je dovršena tek 1737. godine, kada su graditelji Pietro Carlone i Bernardino Martinuzzi sagradili kupolu i oratorij. U crkvi se čuvaju vrijedni barokni oltari, uglavnom rad riječkih kipara.
Od drugih sakralnih zdanja treba izdvojiti crkvu Uznesenja Marijina, bivšu katedralu. Podignuta u 15. stoljeću, bivša je katedrala tijekom vremena često mijenjala svoj izgled, da bi u obnovi 1824. godine dobila današnje pročelje. U unutrašnjosti su naročito vrijedni oltari i barokne štukature u svetištu. Ispred crkve nalazi se zvonik, koji se zbog slijeganja tla s vremenom nagnuo oko 40cm, pri čemu je dobio svoje ime Kosi toranj. Podno tornja nalaze se poznati kasnoantički mozaici iz 5. i 6. stoljeća, koji su nastali u doba Tarsatike, rimskog naselja na području Rijeke. U blizini su i ostatci gradskog bedema, te nedaleko i legendarna Stara vrata ili Rimski luk, do danas obavijen nepoznanicom oko svoga nastanka.
U Starom se gradu također nalazi povijesni kompleks zvan Municipij. Izgrađen je kao augustinski samostan, uz koji je do danas sačuvana i barokna crkva sv. Jeronima (1768.). Samostan je 1873. godine postao zgradom gradskog poglavarstva (Municipij) pri čemu je nadograđen i preoblikovan. Na trgu ispred zgrade nalazi se i Stendarac, kameni stup za gradsku zastavu iz 1509. godine.
Prostor južno od Korza, uz Rivu, nastao je većinom u 19. stoljeću i u početku se zvao Novi grad (za razliku od Staroga grada), no s vremenom se taj naziv izgubio. Od starijih građevina tu je preostala barokna pravoslavna crkva sv. Nikole, s tlocrtom u obliku križa, dovršena 1790. godine prema projektu riječkog arhitekta Ignacija Henckea.
Riječka je Riva pročelje grada prema moru. Usprkos gustom prometu, recentnim se urbanističkim zahvatima prostor rive potpuno pretvara u pješačku zonu. Duž Rive reprezentativan je niz zgrada iz 19. stoljeća, kada je Rijeka bila velika i moćna trgovačka luka. Možda najreprezentativnija zgrada izgrađena u tom razdoblju je palača Adria (1897., arhitekt Giacomo Zammattio), danas zgrada Jadrolinije. Izgrađena je za brodarsko društvo Adria mađarsko-američkim kapitalom, a ponosi se limenim kupolama te kamenim skulpturama alegorija na pročelju. Skulpture okrenute prema moru predstavljaju pomorce, a one prema kopnu četiri kontinenta. U unutrašnjosti je velebni atrij s arkadama i sačuvanim izvornim dizalima s kraja 19. stoljeća.
Iz tog se vremena može istaknuti još nekoliko vrijednih djela istog arhitekta Giacoma Zammattija. Prije svega zgrada Filodrammatica (Korzo 28), građena 1890. za Filharmonijsko-dramsko društvo, s interijerom u stilu neorokokoa. Potom,  tzv. Casa Veneziana (Dolac 7), stambena kuća Roberta Whiteheada, vlasnika tvornice Torpedo. Građena 1886. ističe se bogatim pročeljem od crvene opeke i bijelog kamena s nizom dekorativnim detalja. Tu je i palača Ploech na Trgu Žabica, koju je 1888. podigao austrijski mehaničar Annibale Ploech, koji je stekao novac radom u riječkoj Tvornici torpeda, te potom i bogatstvo prodajom nekretnina. Na spomenutom Trgu Žabica, nalazi se i slikovita Kapucinska crkva Gospe Lurdske (1907. – 1929.).
Na dominantnom položaju iznad Starog grada smještena je Guvernerova palača, raskošna bivša rezidencija riječkog guvernera, u kojoj je danas smješten Pomorski i povijesni muzej Hrvatskog primorja. Sagrađena 1897. godine prema projektu mađarskog arhitekta Alajosa Hauszmanna, za potrebe gradske i državne reprezentacije, bila je investicija guvernera također mađarskog podrijetla Lajosa Batthyányja. Danas se u njoj, osim vrijednih povijesnih zbirki iz prošlosti Rijeke, čuvaju izvorni interijeri s kraja 19. stoljeća: monumentalno mramorno stubište te dvorane sa štukaturama, oplatama i pokućstvom iz tog razdoblja. Zapadno od Guvernerove palače smještena je moderna zgrada Muzej grada Rijeke, a istočno, u lijepo oblikovanom perivoju, bivša vila nadvojvode Josipa, u kojoj je smješten Državni arhiv u Rijeci.
Sjeverno od Staroga grada nalazi se manji predjel zvan Pomerio prema središnjoj prometnoj ulici koja ondje prolazi, dok se sa zapada nastavlja Zagrad. Oba su predjela izgrađena na brdovitom usponu te su izrazito urbane četvrti s vrlo kvalitetnom arhitekurom pretežno s kraja 19. i početka 20. stoljeća. Na Zagradu se ističe secesijska zgrada kina Teatro Fenice. Od nje se vanjskim dizalom dolazi Centra Zagrad. Ovaj je suvremeni stambeno-trgovački kompleks (iz 2007.), nastao kao jedan od najuspjelijih recentnih zahvata u povijesnom središtu Rijeke, a djelo je riječkih arhitekata Saše Randića i Idisa Turata.

#### Delta
Središte Rijeke također obuhvaća područje zvano Delta, po ušću rijeke Rječine u more. U nekom je vremenu dio ušća Rječine zatvoren te na njegovu mjestu izgrađen tzv. Mrtvi kanal, pri čemu je tok rijeke preusmjeren nešto istočnije. Tako se između toka Rječine i Mrtvoga kanala oblikovao poluotok koji se naziva Delta. Deltom se obično naziva i gradski obližnji predio oko zgrade Hrvatskog narodnog kazališta.
Hrvatsko narodno kazalište smješteno je na parkovno uređenom trgu. Raskošna zgrada arhitekata Fellnera i Helmera, čuva dugu kazališnu tradiciju. U unutrašnjosti se kao raritet mogu izdvojiti rani radovi slavnog slikara Gustava Klimta. Duž Rive pa prema zgradi HNK, smještena je još jedna zgrada toga doba za javnu zabavu. To je Palača Modello (1885.). Podignuta prema projektu istih graditelja Fellnera i Helmera, na mjestu srušenog Adamićevog kazališta, također je služila za javne priredbe. Zgrada se ističe osebujnim višebojnim pročeljima i svečanom dvoranom ukrašenom štukaturama. Blizu HNK nalazi se i sklop zgrada nazvan Velika tržnica, koji se sastoji od dva paviljona (1881., arhitekt Isidor Vauchnig), te Komunalne ribarnice (1903., izvedena 1913. – 14., arhitekt Carlo Pergoli). Prostor tržnice danas funkcionira i na otvorenom, u okolnim ulicama.
U impresivnoj zgradi ribarnice podno njenog visokog svoda na unutarnje balkone zgrade trajno je postavljena „site-specific“ umjetnička instalacija „Meštri“ češkog umjetnika Pavela Mrkusa. Instalaciju čini video segment - projekcija Mrkusovog video uratka snimljena na ribarskoj koći DIMI za vrijeme ribarenja u akvatoriju Kvarnerić – koji je popraćen audio segmentom zvukova mora i ribarskog broda kojeg je moguće čuti samo na galeriji ribarnice. Priča je to kojom se odaje počast onima koje se ovdje nikada ne vidi, ali bez kojih ribe na stolovima ne bi bilo.
Od stambenih zgrada ondje se nalazi naročito zanimljiva zgrada zvana Turska kuća (Casa turca), građena u neomaurskom stilu za Nikolaidesa, turskoga diplomatskog predstavnika u Španjolskoj, a potom i konzula u Rijeci od 1898. godine. Južnim dijelom Delte dominira golemi stambeni kompleks nazvan Casa rossa (Zagrebačka 1-5, Demetrova 2-4) po crvenom pročelju od opeke, sagrađen 1903. godine prema projektu arhitekta Venceslava Celligoia.

#### Brajda
Brajda je zapadni dio centra Rijeke koji se razvio sjeverno od Željezničkog kolodvora. Sredinom 18. stoljeća na tom je području izgrađena tvornica šećera koja se nalazila u velikom kompleksu danas poznatom pod nazivom "Rikard Benčić". Najvrijednija zgrada ondje je Palača šećerane, tj. upravna zgrada šećerane, koja se smatra remek djelom barokne arhitekture u Hrvatskoj. Podignuta 1752. godine i obnovljena 1785. – 86. za potrebe stanovanja direktora tvornice, u unutrašnjosti je bogato opremljena štukaturama i zidnim slikama. Izdvaja se velika svečana dvorana s kaljevim pećima te salon s naslikanim vedutama izmišljenih gradova. Na ulaznim portalima u zgradu zanimljivi su motivi kamenih glava koji imaju "šećer u kosi".
Zapadno od Palače šećerane smješten je i stari riječki Lazaret. Lazaret je vrsta karantenske bolnice kakve su se gradile u pomorskim gradovima diljem Sredozemlja. Lazaret je danas uklopljen u riječku bolnicu, a od stare barokne zgrade ostao je raspoznatljiv tek kameni portal s posvetnim natpisom cara Karla VI. iz 1722. godine.
Od ostalih zgrada na Brajdi treba spomenuti niz historicističkih i secesijskih objekata oko Tržnice Brajda, građenih prema projektima značajnih riječkih i tršćanskih arhitekata s prijelaza 19. u 20. stoljeće. Oblikovanjem se ističu opečna pročelja arhitekta Carla Conighija: kuća Pomoračke zaklade sv. Nikola (Manzonijeva 2) iz 1893. s oslicima pod krovnom strehom, te stambena kuća Miculinić-Richtmann (Fiorella la Guardije 14) iz 1914. godine. Na zapadnom dijelu Brajde je secesijska kuća Modiani (J. Katalinića 4, 1912./13., arhitekt Mario Ambrosini), karakteristična po stiliziranim egipatskim stupovima u obliku palmi.

#### Sušak i Trsat
Sušak je veliko gradsko područje istočnog dijela Rijeke. Stari Sušak smjestio se blizu obale Rječine te je formiran arhitekturom 19. stoljeća. Brojne stambene zgrade raskošnih pročelja, danas zapuštene, krase Sušak te susjedni predio Pećine, izgrađen kao zona stambenih vila u prvoj polovici 20. stoljeća. Gust promet i slaba urbana opremljenost ovoga djela grada, čini ga pomalo nepristupačnim za turističko razgledavanje usprkos njegovoj vrijednoj arhitekturi poput Sušačkog kolodvora i Sušačkog nebodera. Na plaži Grčevo, poznatijoj kao Pajol ili Šestica, smještenoj na samom kraju Pećina u neposrednoj blizini Brodogradilišta Viktor Lenac svoje je mjesto našla „site-specific“ umjetnička instalacija „Balthazargradsko kupalište“. Pod mentorstvom umjetnika Igora Eškinje, studentice Akademije primijenjenih umjetnosti Sveučilišta u Rijeci za Grčevo su osmislile čeličnu skulpturu koja pogledom kroz njene otvore mijenja promatračev doživljaj okoline te 15 natpisa na betonskom platou koji pozivaju na interakciju i igru te su vidljivi samo u kontaktu s vodom. Umjetnički proces nadahnut je temom Balthazara, svjetski poznatog i nagrađivanog animiranog serijala, u kojem je Rijeka glavna inspiracija i nadahnuće autoru scenografije za stvaranje Balthazargrada.
Iznad Sušaka je brijeg Trsat, koji je bio naseljen u predrimsko doba te poznat pod nazivom Tarsatica. Ondje je na mjestu stare predrimske utvrde sagrađen srednjovjekovni Trsatski kaštel. Kaštel je obnovljen u duhu historicizma u prvoj polovici 19. stoljeća, za znamenitog austrijskog vojnog časnika, grofa Lavala Nugenta, koji je ondje držao zbirku umjetnina.
Na Trsatu se također nalazi kompleks franjevačkog samostana s crkvom i pastoralnim centrom, nazvan Trsatsko svetište. To je najstarije marijansko svetište na tlu Hrvatske, i danas je veliko mjesto hodočašća. Franjevački sklop nastao je višekratnom pregradnjom tijekom nekoliko stoljeća. Današnja crkva je barokna, a u njoj se osim vrijednih relikvija nalaze i mramorni oltari. U crkvi i samostanu značajna su djela baroknog slikara švicarskog podrijetla Serafina Schöna.

#### Industrijska baština
Rijeka je prepoznata i kao grad industrijske baštine. Nekadašnji veliki industrijski pogoni smješteni su diljem grada, a naročito na području Mlake te oko Industrijske ulice. Ekonomski devastirana industrija Rijeke ostavila je u nasljeđe značajna arhitektonska djela s kraja 19. i prve polovice 20. stoljeća, koja tek u posljednje vrijeme postaju vidljiva kao neiskorišteni kulturni resurs Rijeke.
- Tvornica torpeda osnovana je sredinom 19. stoljeća kao ljevaonica metala, a desetak godina kasnije nakon što je upravo u Rijeci izumljen prvi torpedo ona postaje tvornicom ovog inovativnog pomorskog oružja koje joj je donijelo svjetsku slavu. Osim torpeda, čija je proizvodnja trajala sve do sredine 60-tih godina 20. stoljeća, tvornica je zaslužna za izgradnju prvih hrvatskih željeznih parobroda i parnih strojeva. Rješenjem Konzervatorskog odjela u Rijeci 2006. godine lansirna rampa za torpeda proglašena je spomenikom kulture te stavljena pod preventivnu zaštitu.[57]
- Tvornica papira Rijeka, tzv. Hartera
- Tvornica duhana Rijeka osnovana je 1851 kao kraljevska ugarska tvornica duhana, a početkom 20. stoljeća postala je vodeći proizvođač duhana u državi. Proizvodnja počinje opadati nakon 1. svjetskog rata te se konačno gasi 1948. godine kada se prostor prenamjenjuje u Tvornicu motorne opreme i ljevaonicu „Rikard Benčić“.[58]
- Lučka skladišta

#### Ostale znamenite građevine
- Zgrada Ureda državne uprave, nekadašnji Hotel Europe
- Zgrada Euroherc osiguranja, nekad palača Rinaldi
- Riječki neboder
- Riječka zvjezdarnica
- Groblje Kozala monumentalno je groblje osnovano 1800. godine. Smatra se jednim od najstarijih groblja u Hrvatskoj. Krajem 19. i početkom 20. stoljeća imućni Riječni počinju naručivati posljednja počivališta za svoje obitelji. Mauzoleji, grobnice, spomenici, kipovi i reljefi poznatih umjetnika toga vremena, čini ga najljepšim riječkim grobljem. Mnoge grobnice su napuštene, no i dalje privlačne za posjetitelje. Groblje je u funkciji i danas, ali u proširenom obliku. Ondje se nalaze radovi poznatih umjetnika, a neki od njih su: Emilio Ambrosini, Raffaelle Cullotti, Ivan Rendić, Frane Cote, Francesco Placsek, Raffaelle Cullotti, Lojze Dolinar, Giacomo Zammattio i mnogi drugi.[59][60][61]

## Religija
Stanovnici su većinom katolici. 
U Rijeci je nastala autohtona hrvatska redovnička zajednica i jedina koja je nastala Rijeci. To je Družba sestara Presvetog Srca Isusova koja je nastala 1899. godine. Osnovala ju je Majka Marija Krucifiksa Kozulić pod vodstvom kapucina o. Arkanđela iz Camerina.

## Kultura
Riječke kulturne manifestacije svojom kvalitetom veoma su važne za kalendar kulturnih događanja, ne samo Rijeke i Primorsko-goranske županije, već i širega područja. To su prije svega: Riječke ljetne noći u organizaciji Hrvatskoga narodnog kazališta Ivana pl. Zajca, Ljeto na Gradini, Revija lutkarskih kazališta u organizaciji Gradskog kazališta lutaka Rijeka, Međunarodni festival malih scena - Rijeka, Jazz time festival, Festival komorne glazbe zatim Međunarodni biennale crteža, Izložba mladih Mediterana – u organizaciji Muzeja moderne i suvremene umjetnosti, Književna nagrada "Drago Gervais" i brojne druge.
- Riječke ljetne noći su kulturna manifestacija koju organizira najviša kulturna ustanova u gradu – Hrvatsko narodno kazalište. Održava se u lipnju i srpnju na raznim specifičnim lokacijama u gradu, koje nisu karakteristične za izvedbu glazbenih i scenskih priredbi, poput lokacija Tvornice papira Hartera i Tvornice Torpedo, pa publika ima izuzetnu priliku da se upozna s baštinom industrijske arhitekture grada.
- Ljeto na Gradini je glazbeno-scenska manifestacija koja se održava na Trsatu, a pokrenuta je 2006. godine.
- Revija lutkarskih kazališta u Rijeci je jedini festival takve vrste u Primorsko-goranskoj, Ličko-senjskoj i Istarskoj županiji. Cilj ove manifestacije je publici grada i regije predstaviti uspješna ostvarenja domaćih i inozemnih lutkarkih kazališta. Osim predstava za djecu i odrasle, za vrijeme održavanja revije organizira se i niz popratnih događanja, poput izložbi i predavanja ili likovnih i lutkarskih radionica za djecu.
- "Jazz time" je festival koji je uvelike pomogao u promociji džez-glazbe u Rijeci. Festival je također pomogao afirmaciji darovite generacije riječkih džezista poput Elvisa Stanića, te omogućio riječkoj publici upoznavanje s džezistima iz drugih zemalja.
- Festival komorne glazbe je festival klasične glazbe koji vodi "Glazbena agencija Haller", a koji se održava od 2006. svake godine u rujnu u riječkoj crkvi Uznesenja Blažene Djevice Marije, ali i u koncertnim dvoranama poput Palače Modello, Mramorne dvorane Pomorskog i povijesnog muzeja hrvatskoga primorja Rijeka, Teatra Fenice i sl.
- Književna nagrada "Drago Gervais" je utemeljena u počast književniku čije je ime i djelo obilježila riječko kulturno podneblje. Nagradu je osnovala bivša općina Rijeka 1961. godine kao najviše književno priznanje riječkog kraja, dodjeljuje se od 1974. svake druge godine, a od 2005. godine uz organizacijsku aktivnost Gradske knjižnice Rijeka. Nagrada se dodjeljuje u dvije kategorije - najbolje neobjavljeno književno djelo (roman, zbirka pjesama, zbirka novela, drama i drugo), te u kategoriji za najbolje objavljeno književno djelo na čakavštini. Također ne postoji regionalno ograničenje djelovanja autora već se za prvu kategoriju mogu natjecati autori koji su državljani Republike Hrvatske dok se u drugoj kategoriji mogu natjecati i autori koji nisu hrvatski državljani.
- KRAF (Kvarnerska revija amaterskog filma) je tradicijska revija amaterskoga filma pokrenuta 1969. godine koja je od revije filmova lokalnoga značenja prerasla u međunarodno poznatu reviju. Revija je natjecateljske naravi, tematika filma je slobodna, a ograničenje je trajanje filma od 15 minuta.

Grad Rijeka izabran je između četiriju hrvatskih gradova kandidata za Europsku prijestolnicu kulture za 2020. godinu. U sklopu projekta grade se i otvaraju nove zgrade i objekte kulture sufinancirane sredstvima EU fondova. Očekuje se više od 600 kulturno-umjetničkih i ostalih događanja, u čijem stvaranju sudjeluje preko 250 kulturnih ustanova i organizacija iz Hrvatske i 40 drugih zemalja Europe i svijeta.
Zaslugom mlade udruge za promicanje baštine Primorski Hrvat, osnovan je početkom listopada 2019. hrvatski plesni folklorni ansambl u sklopu udruge, čime su ispunili staru želju mnogih Riječana a Rijeka je prekinula neslavnu tradiciju da je bila jedini veći hrvatski grad bez folklornog ansambla.
Svjetsko prvenstvo u potapanju brodova – Battleship Fiume, održava se od 2014., a 2016. održano i pod morem.

## Riječki karneval
Uz bogatu tradiciju karnevalskh povorki i balova austrijskoga, mađarskoga, ruskoga, njemačkoga plemstva, kao i plemstva iz ostatka Europe iz 19. stoljeća, kao i domaćih pokladnih običaja (zvončari), Riječki je karneval danas jedan od najvećih karnevalskih povorki u Europi i svijetu. Riječki karneval spoj je venecijanskog i austrijskog građanskog karnevala i elemenata folklora i mitologije starih Slavena. Od 1982. godine, kada su Korzom organizirano prošetale tri maskirane grupe, do danas Riječki je karneval izrastao u manifestaciju s preko 15.000 sudionika, djece i odraslih, organiziranih u preko 200 karnevalskih grupa, koju godišnje vidi više od 100.000 gledatelja.

## Obrazovanje
Na području Grada Rijeke radi 28 ustanova osnovnoškolskog obrazovanja, od kojih je Grad Rijeka osnivač njih 24, kao i 18 srednjih škola (14 stručnih i 4 gimnazije).
Od 1973. godine Rijeka je sveučilišni grad. U sklopu Riječkog sveučilišta danas djeluju Akademija primijenjenih umjetnosti, Ekonomski, Filozofski, Građevinski, Medicinski, Pomorski, Pravni i Tehnički fakultet, te Visoka učiteljska škola, Sveučilišna knjižnica i Studentski centar. U sklopu Riječkog sveučilišta u Puli djeluju i Fakultet ekonomije i turizma "Dr. Mijo Mirković", Filozofski fakultet i Viša učiteljska škola. U Gospiću također djeluje Viša učiteljska škola, dok u Opatiji djeluje Fakultet za turistički i hotelski menadžment.
U Rijeci postoje i studiji koji nisu u sastavu Sveučilišta, kao studij teologije na Katoličkome bogoslovnom fakultetu iz Zagreba, studiji na Muzičkoj akademiji iz Zagreba i studiji na Akademiji dramske umjetnosti iz Zagreba. Postoji i Veleučilište u Rijeci.
Osnovne škole/Scuole elementari
*OŠ "Pećine"; OŠ "Gornja Vežica" (nekadašnja "Vladimir Bakarić"); OŠ Ivan Zajc; OŠ "Vežica"; OŠ "Trsat"; OŠ "Brajda"(nekadašnja "Josip Brusić"); OŠ "Eugena Kumičića" (nekadašnja "Veljko Vlahović"); OŠ/SE "Kozala/Cosala"; OŠ "Kantrida"; OŠ "Centar"; OŠ "Pehlin"; OŠ/SE "Turnić/Torreta; OŠ "Nikola Tesla"; OŠ "Vladimir Gortan"; OŠ "Škurinje" (nekadašnja "Rudolf Tomšič"); OŠ/SE "Podmurvice/Gelsi"; OŠ "Zamet" (nekadašnja ˝Ivan Čiković Beli˝); OŠ "Srdoči"; OŠ "Fran Franković"; OŠ/SEI "Dolac/Dolaz"; OŠ/SEI "San Nicolò" (nekadašnja "Mario Gennari"), OŠ "Škurinje II" (Nekadašnja "Škurinje").
Srednje škole
- Ekonomska Škola Mije Mirkovića
- Gimnazija Andrije Mohorovičića
- Prva sušačka hrvatska gimnazija
- Prva riječka hrvatska gimnazija
- Salezijanska klasična gimnazija
- Srednja škola za elektrotehniku i računalstvo
- Scuola media superiore italiana (SMSI)
- Medicinska škola
- Građevinska tehnička škola
- Građevinska škola za industriju i obrt
- Tehnička škola za strojarstvo i brodogradnju
- Srednja škola za elektrotehniku i računalstvo (bivša Elektrotehnička škola)
- Elektroindustrijska i obrtnička škola
- Prometna škola
- Strojarska škola za industrijska i obrtnička zanimanja
- Prirodoslovna i grafička škola
- Škola za primijenjenu umjetnost
- Trgovačka i tekstilna škola
- Srednja glazbena škola "Ivan Matetić Ronjgov"

Fakulteti
- Akademija primijenjenih umjetnosti
- Medicinski fakultet
- Pomorski fakultet
- Tehnički fakultet
- Građevinski fakultet
- Pravni fakultet
- Filozofski fakultet
- Ekonomski fakultet
- Učiteljski fakultet
- Teološki fakultet

## Sport
Rijeka je bitna za hrvatsku sportsku povijest jer su jedne od prvih košarkaških utakmica na tlu teritorija današnje Republike Hrvatske odigrane u Rijeci. Prva službena utakmica odigrana je 25. prosinca 1938. godine. Igrali su ju tek utemeljeni košarkaški odjel SD Victorie protiv talijanske selekcije Rijeke; izgubila je 19:40. Članovi košarkaške sekcije bili su: Nikola Grego, Josip Banić, Mladen Bezjak, Vjeko Bezjak, Božo Grkinić, Vlado Polić, Ersilio Sikich i Dušan Zvonaš. Trener: Božo Grkinić, tajnik Predrag Miculinić, a tehnički referent Nikola Grego.
Na području nekadašnje općine Rijeka postoji 297.000 m² korisnih sportskih površina, no samo mali dio, 23.000 m² (7,6%) čine zatvoreni sportski objekti. Nakon formiranja prigradskih općina, na području grada Rijeke preostalo je 187.000 m² sportskih prostora. Zbog povoljnoga položaja na području grada Rijeke je moguće obavljati brojne sportske aktivnosti tijekom čitave godine. U gradu postoji 38 vrsta sportskih djelatnosti. Lokalni nogometni klubovi su HNK Rijeka, koji se natječe u prvoj ligi i višestruki je osvajač Kupa Hrvatske i Kupa Jugoslavije, te NK Orijent, koji se natječe u trećoj ligi. Ostali nogometni klubovi su NK "Lokomotiva", NK "Lučki radnik" i NK "Kozala". U Rijeci djeluju i košarkaški klubovi "Kantrida" i "Kvarner", te rukometni klubovi "Zamet", "Kozala", "Pećine" i "Trsat". Rijeka je izuzetno jak kuglački centar, posebno u ženskom kuglanju. Ističu se uspjesi kuglačkog kluba "Rijeka" koji u svojim vitrinama ima sve trofeje koje se u kuglačkom sportu mogu osvojiti, a zadnjih godina svojim rezultatima se ističu članice Kuglačkog kluba "Mlaka". U muškom kuglanju, boje grada brani Muški kuglački klub "Rijeka".
U Rijeci se nalazi i sportsko društvo "Primorje" u kojemu su plivački, vaterpolski i klub za sinkronizirano plivanje. U plivačkomu klubu "Primorje" trenirao je i Miloš Milošević, višestruki osvajač medalja na svjetskim i europskim prvenstvima i europski rekorder u disciplini "delfin". U uvali Preluk, koja je po vjetru (tramontana) poznata i izvan Hrvatske moguće je jedrenje na dasci. U blizini Rijeke nalaze se regatna polja na Žurkovu i u Mošćeničkoj Dragi, na kojima se održavaju državne i međunarodne regate, od kojih je najpoznatija "Fiumanka". Također, u akvatoriju Cresa se već tradijski održavaju IMS svjetska i europska prvenstva u klasi krstaša. Na veslačkom polju u Omišlju, pa i u Bakru, u prirodnim uvalama se održavaju međunarodne veslačke regate.
Automotodrom na Grobniku sa svojim pratećim objektima prostor je gdje se održavaju treninzi domaćih i stranih auto-moto natjecanja, s perspektivom da postane pista za održavanje utrka u Formuli 1.
Od 1961. do 1972. održavale su se utrke automobila, motocikala i motocikala s prikolicom pod nazivom Oslobođenje Rijeke. Prvo izdanje održano je u centru Rijeke, a ostala na kružnoj "stazi" oko Trsata.

### Sportski klubovi
Rijeka je oduvijek bila sportski grad, što su svojim uspjesima potvrđivali brojni riječki sportaši i sportski klubovi. Iz Rijeke dolazi slavni hrvatski atletičar Luciano Sušanj. Rijeka je dala veliki obol i u rukometnim uspjesima Hrvatske. Naime, slavni riječki rukometaši su Mirza Džomba, Valter Matošević, Alvaro Načinović, Renato Sulić i Mateo Hrvatin. Rijeka je Hrvatskoj dala i velike vaterpoliste - Samira Baraća, Igora Hinića, Damira Burića, Nikolu Frankovića, Damira Glavana, Ivana Burburana i Danijela Premuša. Najpoznatiji riječki košarkaši su Davor Kus, Marino Baždarić, Goran Vrbanc, Marijan Mance, Jurica Štemberger, itd. Vrijedi spomenuti i jednog od najboljih hrvatskih tenisača svih vremena - Ivana Ljubičića.Tu je i Stipe Leko Ćipa,ultramaratonac- rekorder u disciplini. 24h-(223 km). Najbolja riječka sportašica je Snježana Pejčić, koja je na Olimpijskim igrama 2008. u Pekingu u streljaštvu osvojila brončanu medalju u disciplini zračna puška na deset metara. Među riječkim sportašicama najtrofejnija je kuglačica Biserka Perman, a treba istaknuti i brojne odbojkašice poput Ivane Miloš i Magde Maras. Što se tiče najpopularnijeg sporta - nogometa, Rijeka je Hrvatskoj oduvijek davala vrhunske nogometaše. U novije vrijeme to su Dario Knežević, Igor Budan, Daniel Šarić, Mladen Mladenović, Boško Balaban, Mario Tokić, Ahmad i Anas Sharbini te mnogi drugi. U vrijeme bivše Jugoslavije isticali su se Damir Desnica, Srećko Juričić, Zvjezdan Radin, Petar Radaković, Marijan Jantoljak, Marijan Brnčić, Nenad Gračan, Danko Matrljan, itd.
Riječanin Ulderico Sergo je na Olimpijskim igrama 1936. osvojio zlatnu medalju u boksu, u kategoriji do 54 kg.

#### Popis sportskih klubova
Osvajači barem jednog europskog trofeja su: pikado klub Romano, kuglački klub Mlaka,
(abecednim redom po sportskim vrstama)
Aikido:
- Aikido klub Takemusu Giri[76]

Backgammon:
- Backgammon klub Rijeka

Biljar:
- Biljarski klub Rijeka

Boćanje:
- boćarski klubovi "Vežica", "Mario Gennari - JGL", "Benčić DSK", "Trsat", "Srdoči", "Brajda"

Drone Racing:
- FPV Racing Team FRI:CK

Gimnastika:
- Gimnastički klub "Rijeka"
- ŽGK "Vita"

Hrvanje:
- hrvački klub "Rijeka-Belveder"

Judo:
- Judo klub Rijeka

Košarka:
- košarkaški klub "Kvarner", "Kantrida"

Kuglanje:
- Kuglački klub "Rijeka"
- Kuglački klub "Mlaka"
- Muški kuglački klub "Rijeka"

Odbojka:
- Ženski odbojkaški klub "Drenova"
- Muški odbojkaški klub "Gornja Vežica"
- Ženski odbojkaški klub "Gornja Vežica"
- Odbojkaški klub "Kozala"
- Odbojkaški klub "Kvarner"
- Odbojkaški klub "Mlaka"
- Hrvatski akademski odbojkaški klub "Rijeka"
- Muški odbojkaški klub "Rijeka"
- Ženski odbojkaški klub "Sušak"
- Ženski akademski odbojkaški klub "Škurinje"
- Odbojkaški klub "Turnić"
- Klub odbojke na pijesku "Rijeka"

Padobranstvo
- Krila Kvarnera

Nogomet:
- HNK Rijeka (prvoligaški klub)
- NK Orijent (drugoligaški klub, sudjelovao i u 1. nogometnoj ligi)
- NK Lokomotiva (lokalni niželigaš)
- NK Lučki radnik (lokalni niželigaš)
- NK Rikard Benčić (lokalni niželigaš)
- NK Zamet (lokalni niželigaš)
- NK Kozala (lokalni niželigaš)
- NK Grbci 2000 Rijeka (lokalni niželigaš)
- NK Dedal (lokalni niželigaš)
- NK Stari grad Rijeka (lokalni niželigaš)

Plivanje:
- PK Kantrida
- PK Primorje
- PK Nevera

Ragbi:
- ragbi klub Rijeka

Rukomet:
- rukometni klubovi "Zamet", "Kozala", "Pećine", "Trsat"

Streljaštvo:
- streljački klubovi "Papirničar", "Lokomotiva", "Elektroprimorje", "Policajac", "Protect", Građanski streljački klub "Rijeka", "Rječina", "3. maj", "Viktor Lenac", "Zamet"

sportsko ribolovna društva:
- ŠRD Kantrida
- ŠRD Luben[78]
- ŠRD Viktor Lenac

Vaterpolo:
- vaterpolski klubovi "Primorje", "Burin"

Veslanje:
- veslački klub "Jadran"

### Sportska natjecanja, festivali i sl.
- auto i moto sportovi
  - Velika nagrada Jadrana
  - Svjetsko prvenstvo motocikala s prikolicom
  - Croatia Rally (Rijeka)
  - Kvarnerski rally[79]
  - Riječki ženski rally
  - Maškarani auto-rally Pariz - Bakar (od 1990.)[80]
  - Rally maškaranih oktanaca (od 2010.)
  - motociklističke utrke: IG Formel Classic (IGFC), International Classic Grand Prix (ICGP), International Grand Prix (IGP), Alpe Adria International Motorcycle Championship, Rijeka Rally Ronde[81]
- zimski sportovi
  - Carnival Snowboard Session - međunarodno gradsko snowboard natjecanje koje se od 2008. godine održava u centru Rijeke[82]
  - Adriatic Slalom (Jadranski slalom) na Platku od 1933.[83][84]
- sportovi s reketom
  - Rijeka Open (tenis) (2007.-'11.) - dio ATP Challenger Toura
  - ICO Crossminton Croatian Open
- borilački sportovi
  - Croatia Open (karate) (od 2001.)
  - TAD Cup - Croatian Karate Champions Cup (od 1994.)
  - Svjetski kickboxing kup (1988.)
  - održan je prvi turnir Svjetske judo serije u Hrvatskoj - Grand Prix Rijeka
- timski sportovi
  - nogometni turnir za igrače do 19 godina "Kvarnerska rivijera", treći najstariji omladinski turnir u Europi,[74] najstariji nogometni turnir u Hrvatskoj[85]
  - nogometni turnir Memorijal Pero Radaković (od 1969.), turnir za pionire
  - odbojkaški turnir Trofej Rijeke (od 1977.)[86]
  - Memorijalni rukometni turnir "Zvonimir Škerl" (od 1993.)[87]
- sportovi na vodi
  - održavaju se brojne jedriličarske regate s dugom tradicijom: Fiumanka (2000.), Primorska regata (Rijeka–Cres; 1982.), Regata Sv. Vid (2004.), Riječka regata RU jedrilica (1995.)
  - Primorje Synchro Cup (od 2001.)[88] - jedino natjecanje u sinkroniziranom plivanju u Hrvatskoj na službenoj LEN listi natjecanja[89]
- šahovski turniri: Open Liburnija - Šahovski memorijal prof. Egidia Parisa od 1980., Kup Mediterana od 1999., Otvoreni šahovski turnir Mediteran od 2009. te ženski šahovski turnir Cvijet Mediterana od 2001.
- Homo si teć - festival sporta i rekreacije; održava se bez prekida od 1998. godine i najveći je ulični sportski događaj u Hrvatskoj;[90] najmasovnija ulična utrka u Hrvatskoj; prvo izdanje inicirao Orlando Rivetti;[91] 22. izdanje održalo se pod geslom "Rijeka trkača"[92]
  - Riječki polumaraton - prvo izdanje 2002., održava se u sklopu "Homo si teć"
- Festival sporta za osobe s invaliditetom[93]
- Svjetski padobranski kup, od 1998. organizira padobranski klub „Krila Kvarnera“ na Grobničkom polju[94]

## Konzulati
- Austrija
- Češka
- Čile
- Danska
- Finska
- Italija
- Mađarska
- Norveška
- Njemačka
- Rumunjska
- Srbija
- Švedska
- Turska

## Gradovi prijatelji
- Linz (Austrija), od 1966./1968.
- Aleksandrija (Egipat), od 1971.
- Rostock (Njemačka), od 1974./2002.
- Kawasaki (Japan), od 1980./1999.
- Faenza (Italija), od 1983.
- Gdinja (Poljska), od 1984.
- Jalta (Ukrajina), od 1987.
- Neuss (Njemačka), od 1991.
- Csepel-Budimpešta, (Mađarska), od 1997.
- Qingdao (Kina), od 1999., konačni sporazum o bratimljenju 22. kolovoza 2010.
- Ljubljana (Slovenija), od 2000.
- Este (Italija), od 2004.
- Genova (Italija), od 2004., konačni sporazum o bratimljenju 8. veljače 2005.[95][96]
- Dalian (Kina), od 2006.
- Bitola (Sjeverna Makedonija), od 2009., sporazum o prijateljskoj suradnji, potpisan je 4. studenoga 2011.
- Cetinje (Crna Gora), od 2010.
- Rim (Italija), od 2010.
- Ningbo (Kina), od 2011.[97]
- Tuzla (Bosna i Hercegovina), od 2023.[98]

## Vanjske poveznice
|  | Zajednički poslužitelj ima stranicu o temi Rijeka                                                     |
|  | Zajednički poslužitelj ima još gradiva o temi Rijeka                                                  |
|  | Wikiknjige imaju gradivo o temi Domovinski rat/Sadržaj/Hrvatske postrojbe/Primorsko-goranska županija |

- Službene stranice gradske uprave
- Statut Grada Rijeke
- Riječki multimedijalni portal
- Riječki ljetopis  Arhivirana inačica izvorne stranice od 18. svibnja 2013. (Wayback Machine) u "Vijencu" Matice hrvatske
- Temperatura mora u Rijeci